# Anii 2020

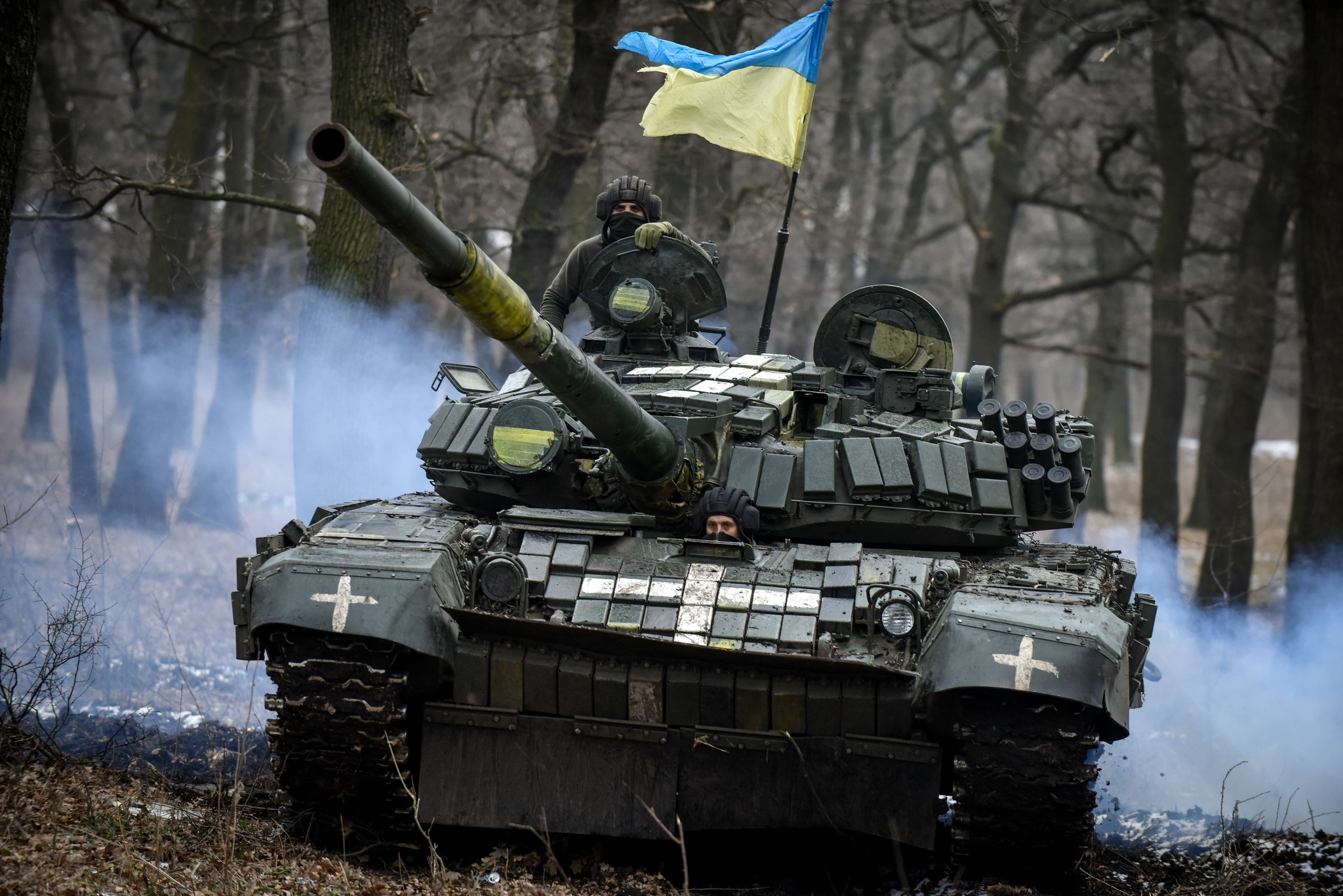
Imagine din Invazia Rusiei în Ucraina (2022-prezent)

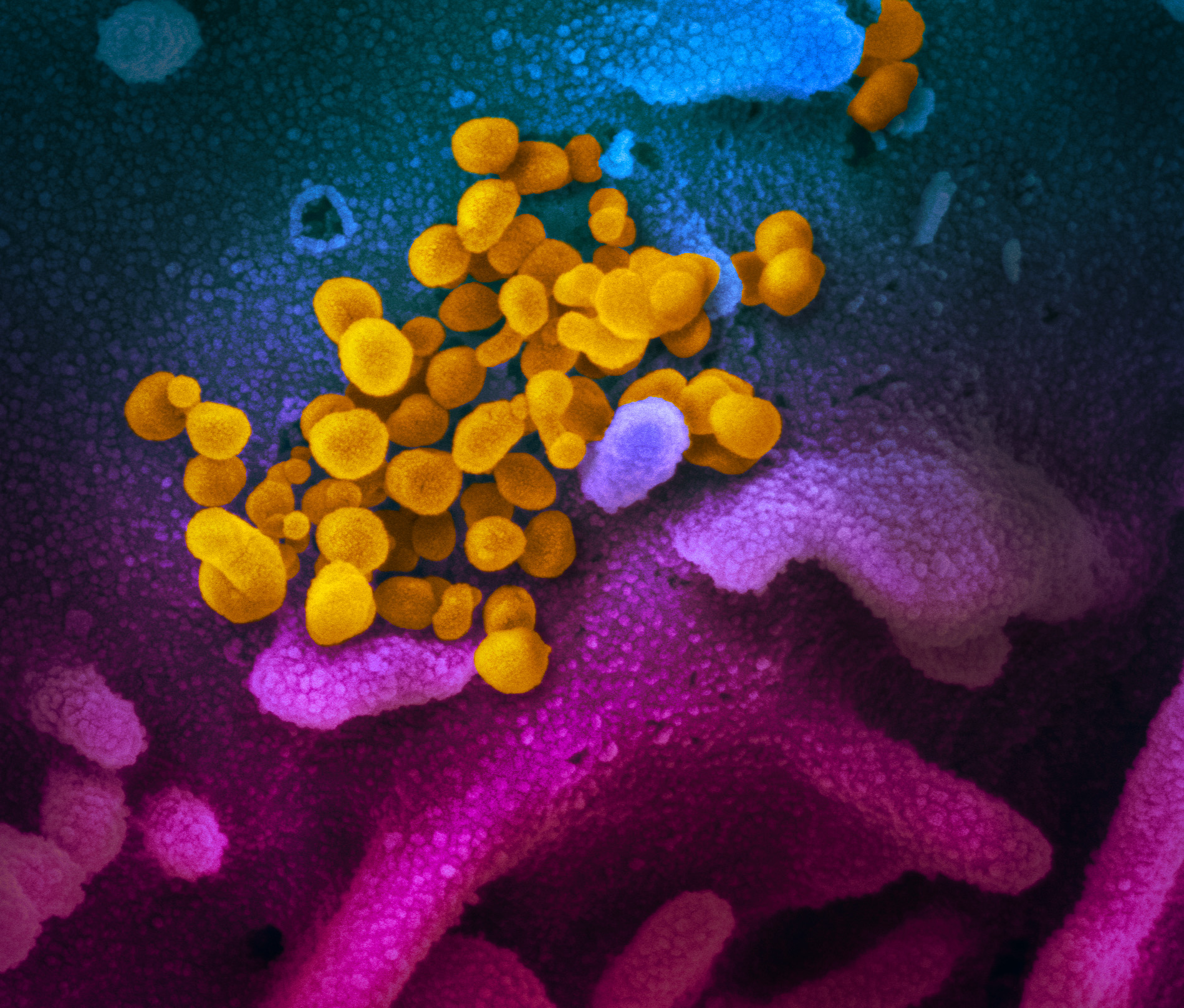
SARS-CoV-2 scanat electronic la microscop, virusul care a provocat pandemia din anul 2020

Anii 2020 reprezintă deceniul curent al calendarului gregorian care a început la 1 ianuarie 2020 și se va încheia la 31 decembrie 2029.
Cu toate că  occidentul  încă  se recuperează de pe urma conflictelor din Orientul Mijlociu și Apropiat și de pe urma crizei economice mondiale din 2008 în timp ce terorismul persistă, cel de-al treilea deceniu al secolului 21 debutează cu izbucnirea pandemiei de Coronavirus care a infectat milioane de oameni și a provocat sute de mii de morți.    
Circulația globală a fost restricționată, evenimentele culturale și sportive organizate în spațiul public au fost anulate,  multe companii mari au avut pierderi semnificative sau au intrat în faliment,  sute de milioane de angajați și-a pierdut locurile de muncă, fiind cea mai gravă criză economică de la Marea criză economică din anii 1929-1933 încoace.
De asemenea, omenirea moștenește de pe urma deceniului anterior Al Doilea Război Rece  dintre  tabăra NATO (alcătuită din Statele Unite ale Americii și  Uniunea Europeană) și Federația Rusă izbucnit în 2014, respectiv și   un Războiul Comercial SUA-China    izbucnit din 2018, și multe alte conflicte locale izubcnite în lumea musulmană  de pe urmă primăverii arabe precum Războiul Civil Sirian.    
Spre deosebire de deceniul anterior, China este  o superputere economică globală, depășind Statele Unite la producție și influență asupra pieței mondiale.
Extremismul naționalist și populismul  socialist continuă să reprezinte amenințări directe la liberalismul și progresismul dominant în occident. În America,  brutalitatea poliției și rasismul sunt combătute cu proteste violente și înlăturarea statuilor ce reprezintă personalități care glorifică trecutul violent, rasist, colonial și sclavagist.    
Impactul negativ al poluării și schimbării climatice alertează lumea când este martoră la incendii grave ca cele din Australia, seceta din vara anului 2020 sau invaziile de lăcuste în Africa și începe să depună efort pentru reducerea deșeurilor de plastic. 
Producția și comerțul cu automobile electrice au luat amploare, iar turismul spațial pare să devină realitate după progresele făcute de SpaceX.

## Politica

### Conflicte
- Conflictul israeliano-palestinian (1948-prezent)
- Războiul împotriva terorismului (2001-prezent)
- Războiul ruso-ucrainean (2014-prezent)
- Războiul civil din Yemen (2014-prezent)
- Războiul din Afganistan (2001 – 2021)
- Războiul Civil Sirian (2011-prezent)
- Războiul drogurilor din Mexic (2006-prezent)
- Conflictul din Mali (2012-prezent)
- Criza din Iran (2019 – 2020)
- Intervenția militară internațională împotriva Statului Islamic (2014-prezent)
- Invazia Rusiei în Ucraina (2022-prezent)

### Proteste și revoluții

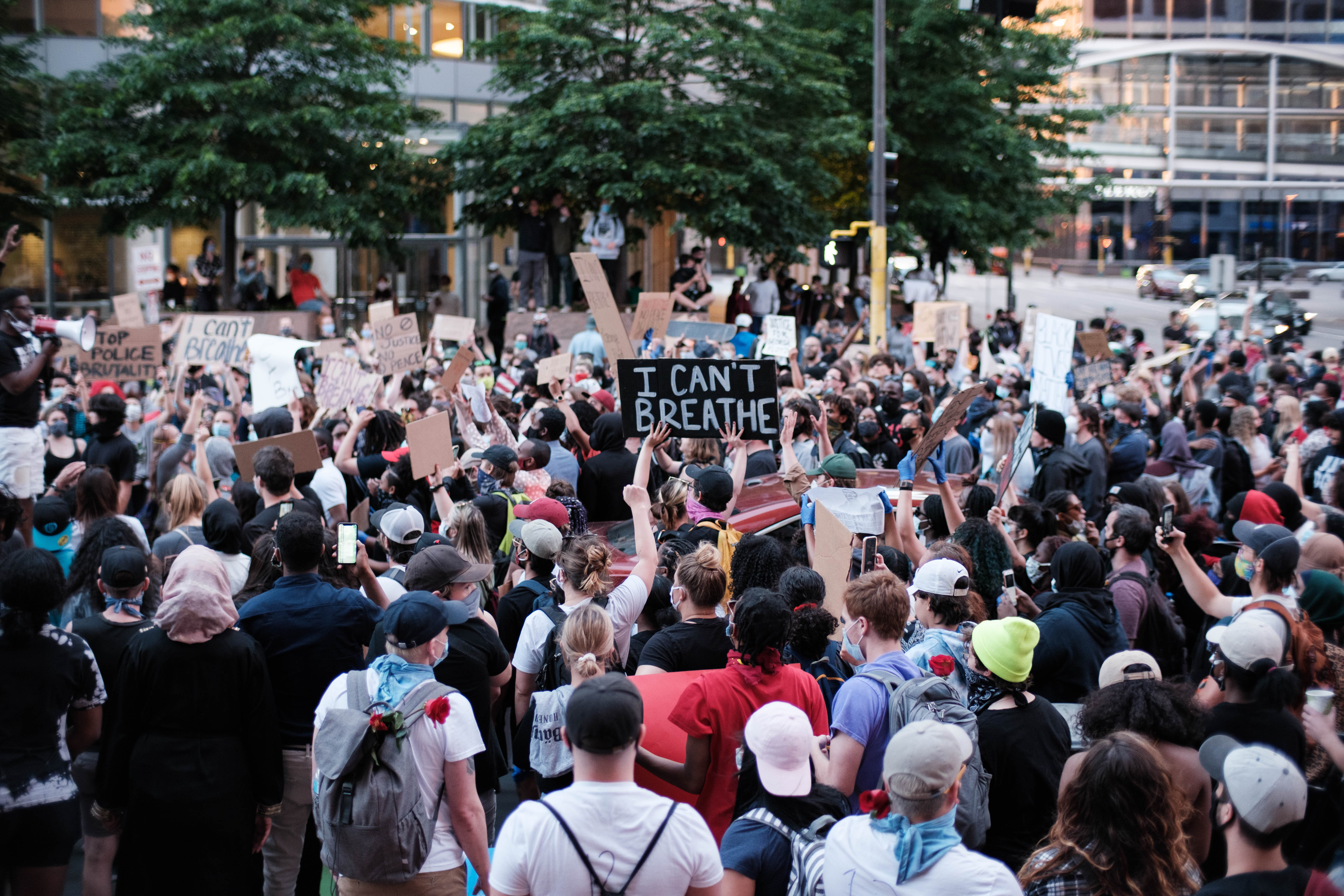
Protestele anti-rasism din Minneapolis, mai 2020

- Mișcarea vestelor galbene (2018-prezent)
- Protestele din Hong Kong din 2019 (2019 – 2020)
- Protestele cauzate de moartea lui George Floyd (2020 – 2023)
- Brexit (2016 – 2020)

## Economie
China este cea mai mare putere economică și va depăși SUA în 2033 la PIB-ul nominal și putere de cumpărare. India a devenit cea de-a cincinea putere economică globală și e de așteptat să depășească Germania și Japonia. Scăderea prețurilor petrolului au dus Arabia Saudită pe locul 10. Țări ca Brazilia și Indonezia par a fi văzute că potențiale puteri economice în acest deceniu. Cele mai prioritare sectoare ale economiei pe acest deceniu vor fi schimbările climatice, inteligența artificială, sustenabilitatea energetică, comerțul, refugiații și conflictele pentru resurse.Scăderea prețurilor petrolului au dus Arabia Saudită pe locul 10. Țări ca Brazilia și Indonezia par a fi văzute că potențiale puteri economice în acest deceniu.  
Cele mai prioritare  sectoare ale economiei pe acest deceniu  vor fi schimbările climatice, inteligența artificială,  sustenabilitatea energetică,  comerțul, refugiații și conflictele pentru resurse.  
Cel de-al treilea deceniu al secolului 21 debutează cu o criză economică mondială gravă datorită pandemiei de coronavirus și restricțiilor de circulație impuse.  
Organizația Mondială a Comerțului a declarat că creșterea comercială va stagna  și că numărul restricțiilor promovate de guvernele naționaliste și populiste vor crește în acest deceniu.  Sectoarele cele mai afectate de restricțiile pe  import vor fi mineritul și domeniul petrolier, siderurgia, domeniul electronic, metalele rare, în schimb par să se dezvolte acorduri comerciale regionale.  
Retragerea Marii Britanii din Uniunea Europeană s-a desfășurat în ianuarie 2020, făcând din Germania și Franța ca principalele motoare ale Uniunii Europene. 
Mexic, Canada și America au semnat un nou acord comercial în 2018, USMCA, întrând în vigoare de la 1 iulie 2020, înlocuind vechiul acord NAFTA.    
Din februarie 2020, bursele globale au intrat în declin din cauza izbucnirii pandemiei de coronavirus și altor factori ca războiul prețurilor dintre Rusia și Arabia Saudită, ceea ce a afectat în particular piața de pe Wall Street.  
Bursele au intrat în cădere liberă pe 24 februarie.  Indicii bursieri  Dow Jones  au scăzut la 1000 de puncte, sau cu 3,5%, iar indicii NASDAQ au scăzut cu 3,7%.  Piețele globale au fost grav afectate,  FTSE 100 închizând cu 3,3% , iar FTSB MIB în Italia cu 6%. În schimb, piețele asiatice au rămas relativ stabile. Pe 8 martie 2020, Arabia Saudită a anunțat neașteptat că va reduce prețurile la petrol, ceea ce a dus-o într-un război al prețurilor  cu Rusia, care a respins planul inițiat de OPEC pentrua tăia producția ca răspuns la pandemia de coronavirus. Ca reacție, piața DJIA a scăzut cu 1300 de puncte. Luni, 9 martie 2020, piețele s-au prăbușit, fiind cea mai neagră zi din 2008. Toatele cele trei indicii Wall Street indicau că indicii Dow Jones au scăzut cu 1800 de puncte, iar DJIA a închis cu 7,8% pierderi. S&P a scăzut cu 7,6%, NASDAQ cu 7,3%, FTSE 100 cu 7,7%, FTSE MIB Italia cu 11,2%, Italia fiind atucni cel mai mare focar de îmbolnăviri și decese produse de coronavirus. Bursele au continuat să scadă după lunea neagră. 
Pe 11 martie, indicii Dow Jones a avut cea mai mare prăbușire după 11 ani, iar tot atunci, președintele Donald Trump, alarmat de numărul de îmbolnăviri accentuate din SUA, a interzic călătoriile în spațiul Schengen din Europa. Pe 12 martie, piețele s-au prăbușit din nou, fiind considerat Joia Neagră, ca fiind cea mai mare prăbușire a pieței Wall Street din 1987.

## Dezastre

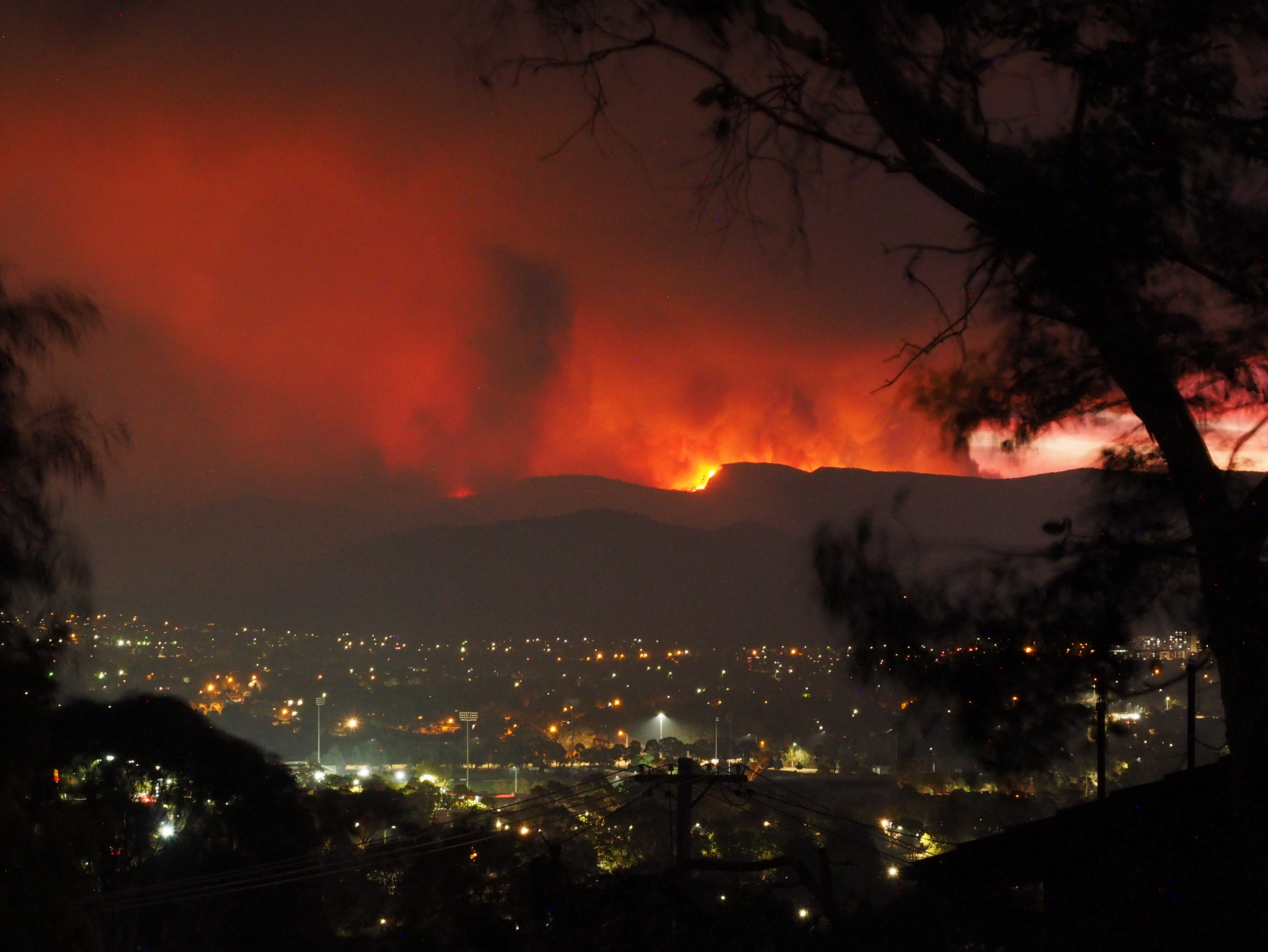
Incendiile din Tuggeranong, Australia, ianuarie 2020

- Incendiile din Australia din iunie 2019-iunie 2020 ce au distrus 18 milioane de hectare de păduri în totalitate și au ucis 1 miliard de animale.
- Pandemia de COVID-19 care, începând din decembrie 2019, a infectat peste 287.000.000 milioane de oameni și a ucis peste 5.000.000 de îmbolnăviți la nivel mondial.

## Cultura

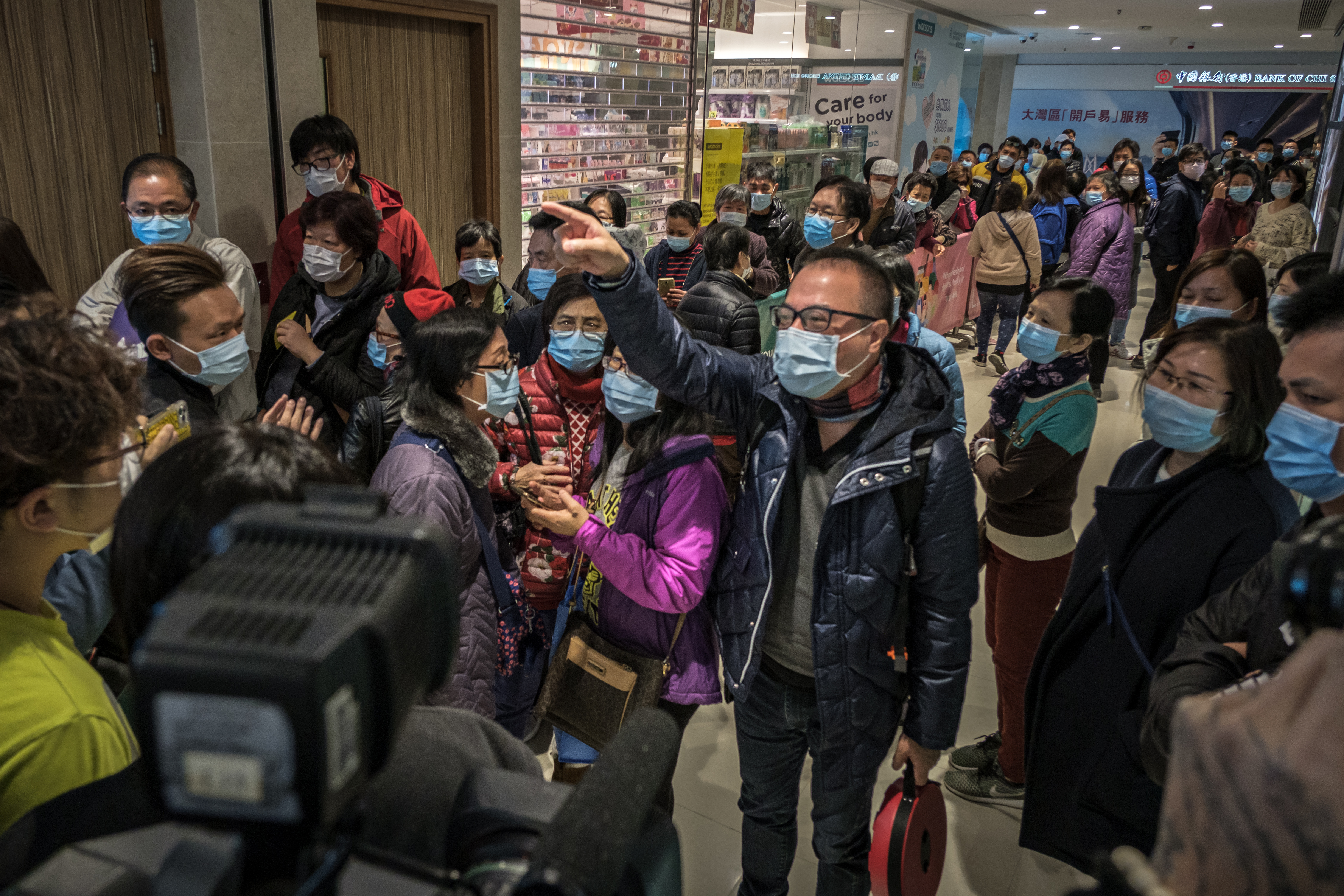
Oameni din Hong Kong purtând măști de protecție

Fiindcă cinematografiile sunt închise din cauza pandemiei de coronavirus, pasionații de filme au început deceniul prin a urmări platforme de streaming ca Netflix, Amazon Prime, HBO GO, Hulu și Disney+. Televiziunea prin cablu continuă să decadă.  
În industria muzicală, genurile dominante continuă să fie "new wave", "synthpop", "disco", house" și "funk".  
În ce privește vestimentația, oamenii aniilor 2020 au ajuns să fie obligați de guverne prin a adăuga un nou accesoriu vestimentar - masca de protecție care să-i protejeze de îmbolnăvirea de coronavirus și să oprească răspândirea sa.  
Alimentația continuă să fie aceeași ca în anii 2010, doar că de această dată, din cauza temerilor față de noul coronavirus, oamenii au început să comande tot mai des de la companiile de livrare alimente precum Glovo sau Food Panda.  Supermarketele au continuat totuși să funcționeze cu program normal, doar mall-urile și magazinele fiind închise.
Oamenii apelează tot mai des la comerțul online pentru a reduce distanță socială. 
Consumul de Internet a explodat din această cauză.

## Știință și tehnologie

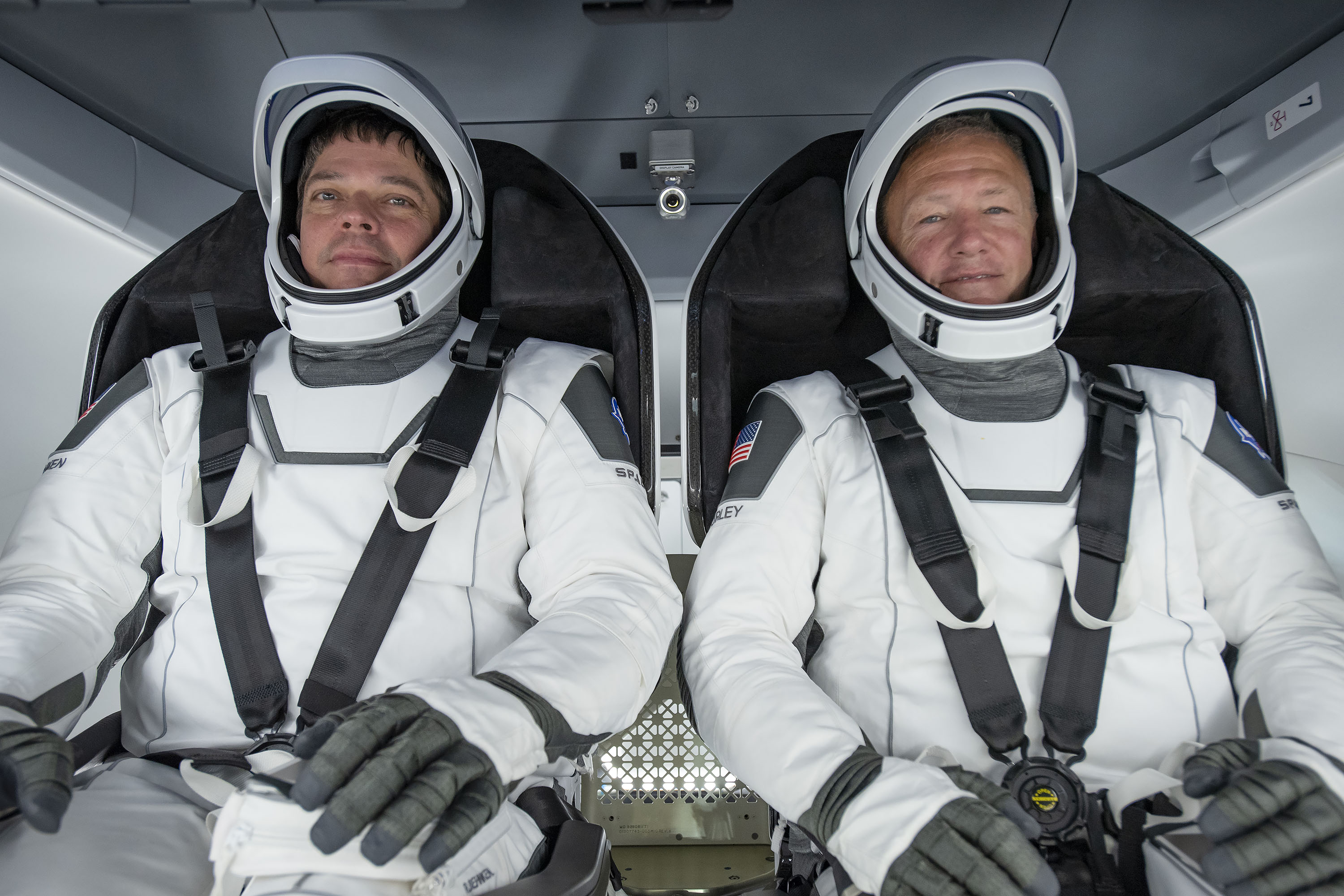
Echipajul din Dragon Demo-2: Astronauții Bob Behnken și Doug Hurley

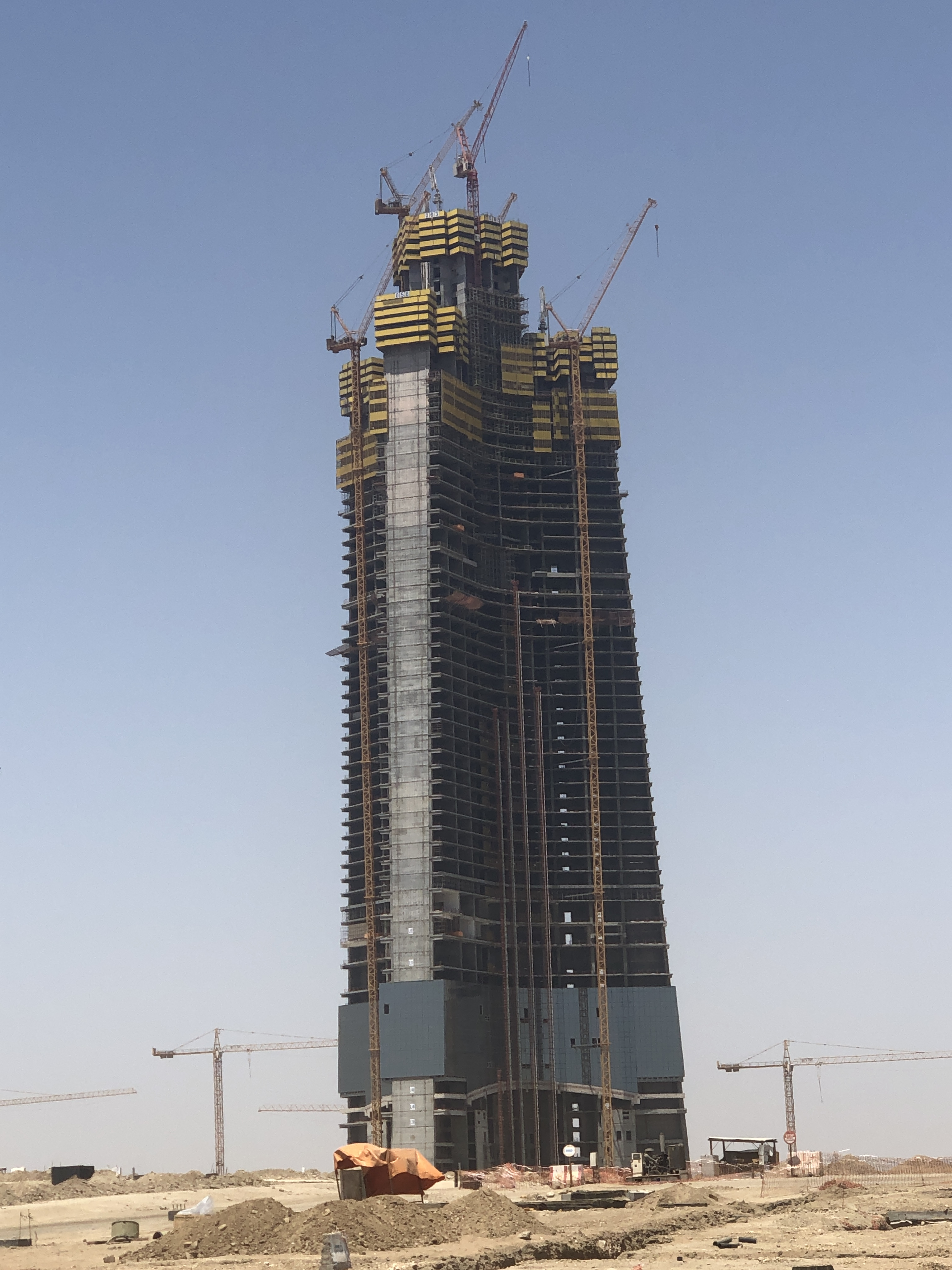
Jeddah Tower

Pe 30 mai 2020, SpaceX, compania condusă de Elon Musk, a transportat doi astronauți NASA către Stația Spațială Internațională cu o rachetă Falcon 9, fiind prima companie privată care efectuează zboruri spațiale cu echipaje de astronauți pe orbita planetei.  
NASA planifică să trimtia astronauți pe Lună în cadrul programului spațial Artemis până în 2030. 
În iulie 2020, NASA trimite un nou rover pe Marte care are la pachet noi tehnologii de scanare și de căutare a vieții sau mineralelor organice.  
În toamna anului 2020, Sony va lansa nouă consolă de jocuri video, PlayStation 5, iar Microsoft va lansa Xbox Series X.  
CD Projekt va lansa în toamnă, mult așteptatul joc de rol cu tematică futuristica, Cyberpunk 2077.

### Predicții

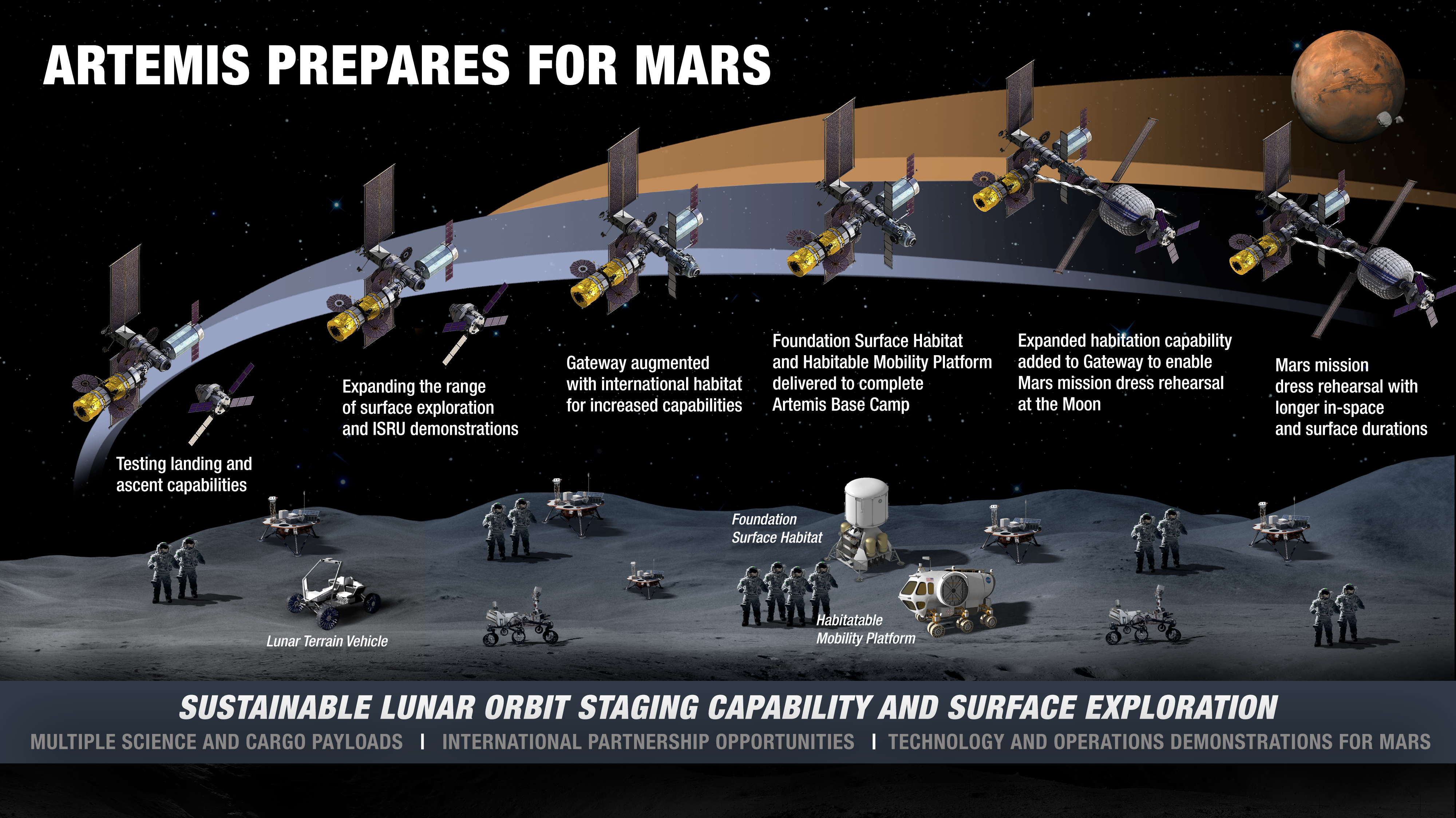
Programul Artemis pentru trimiterea astronauților pe Lună

- ESA (Europa), CNSA (China), FKA (Rusia) și ISRO (India), planifică fiecare să trimită un echipaj de astronauți pe Lună.
- 30.000 de drone vor patrula Statele Unite ale Americii.
- Când va fi finalizată construirea sa, Jeddah Tower din Arabia Saudită, va fi cea mai înalta clădire din lume, depășid Burj Khalifa din Dubai.
- 2024 - SpaceX va trimite un echipaj de astronauți pe Marte.  NASA intenționează să trimită astronauți pe Lună prin cadrul programului Artemis Project 5.
- 2025 - Fermele verticale, televiziunea integratǎ pe Internet, organele artificiale, nano-costumele și obiectele fabricate de imprimantele 3D sunt folosite pentru uz cotidian.
- 2026 - Este sintetizat primul genom uman. Campionatul mondial de Fotbal o să se desfǎșoarǎ în Mexic, SUA și Canada. Construcția catedralei Sagrada Família va fi finalizata la 100 de ani de la moartea arhitectului Antoni Gaudí, la Barcelona, după 144 de ani de construcție.
- 2027- Tokyo și Nagoya sunt conectate de linia de cale feratǎ Maglev.
- 2028 - Este construită stația spațială, Deep Space Gateway, pe orbita lunară. China va construi cel mai mare accelerator de particule din lume.
- 2029 - Roboții sunt folosiți ca parteneri sexuali. Se preconizeazā că numǎrul mașinilor electrice autonome vândute la nivel mondial va depǎși 12 milioane. Se preconizează că nava spațială New Horizons a NASA va părăsi sistemul solar. Asteroidul (99942) Apophis trece pe lângă Pământ la mică distanță.

James Webb Space Telescope
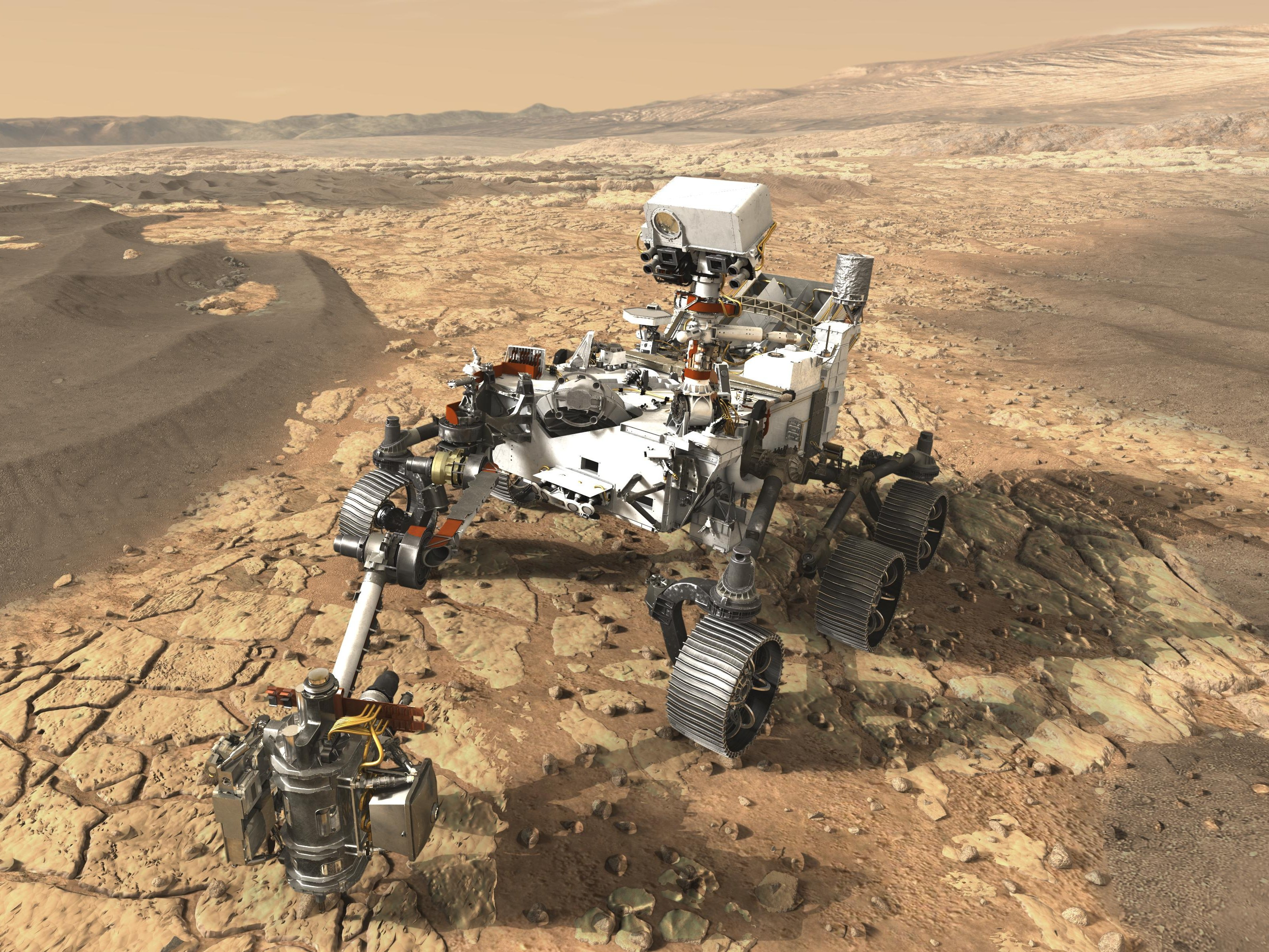
Mars Rover 2020
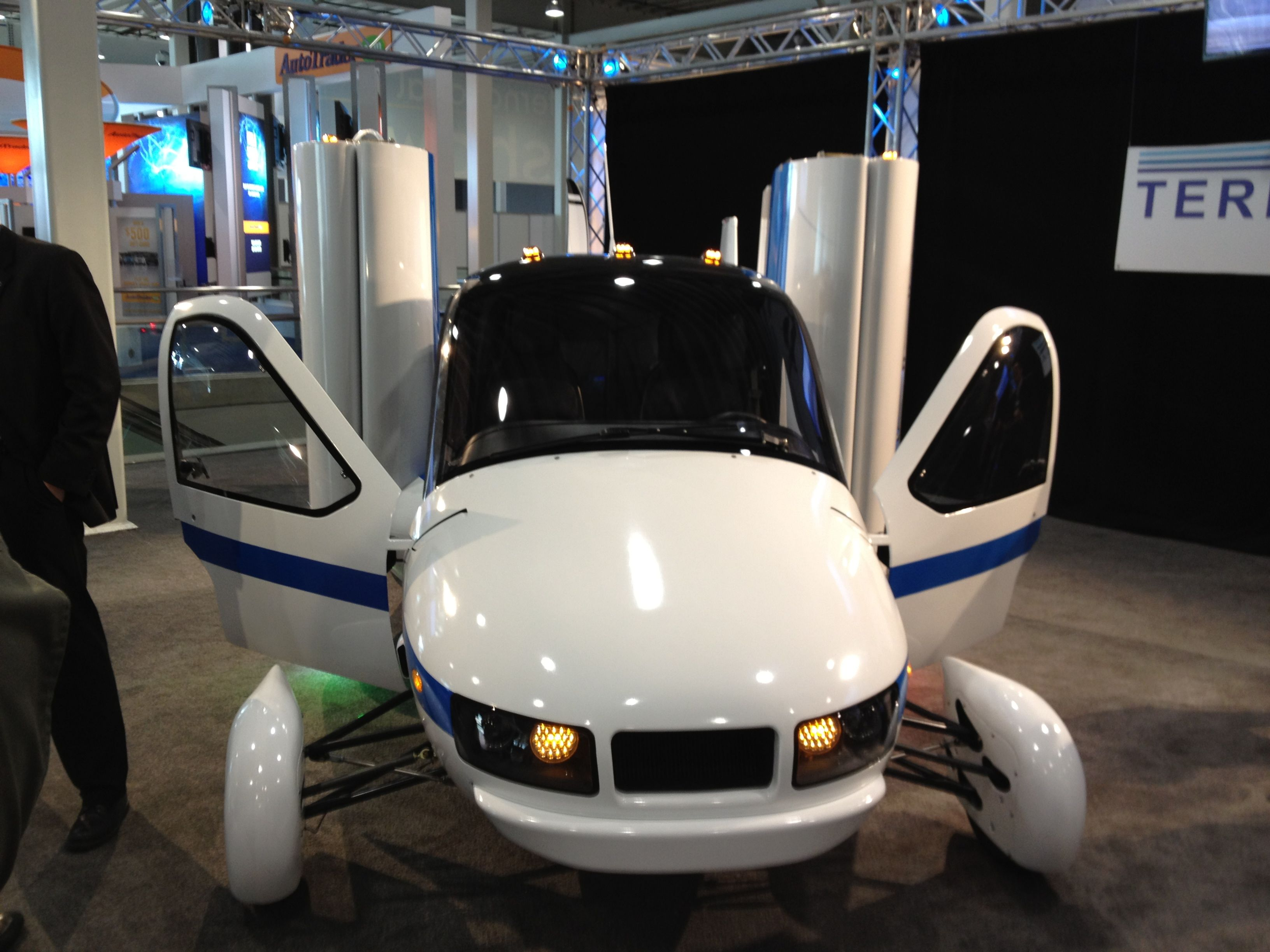
Terrafugia
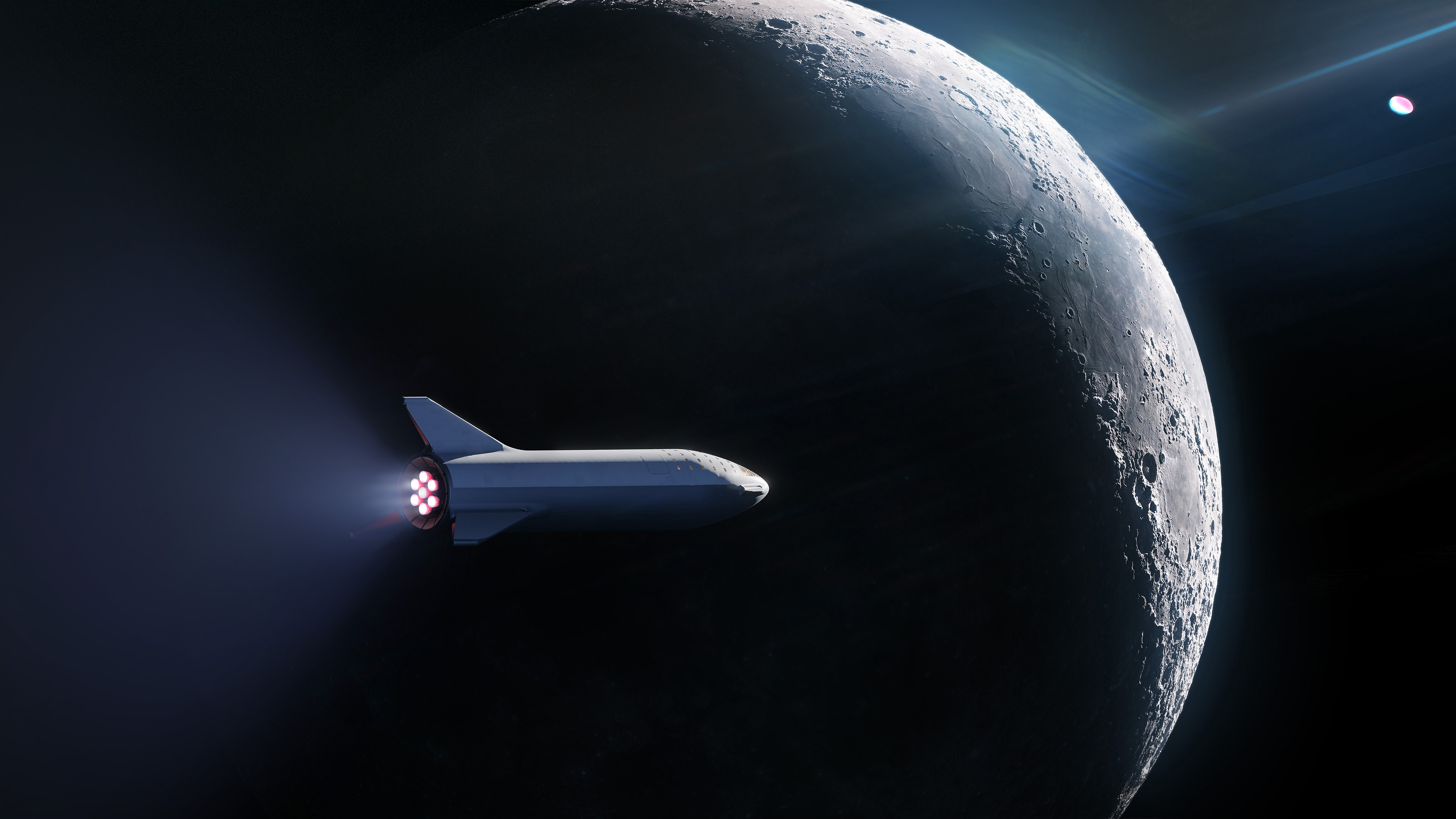
Nava Starship fabricata de SpaceX
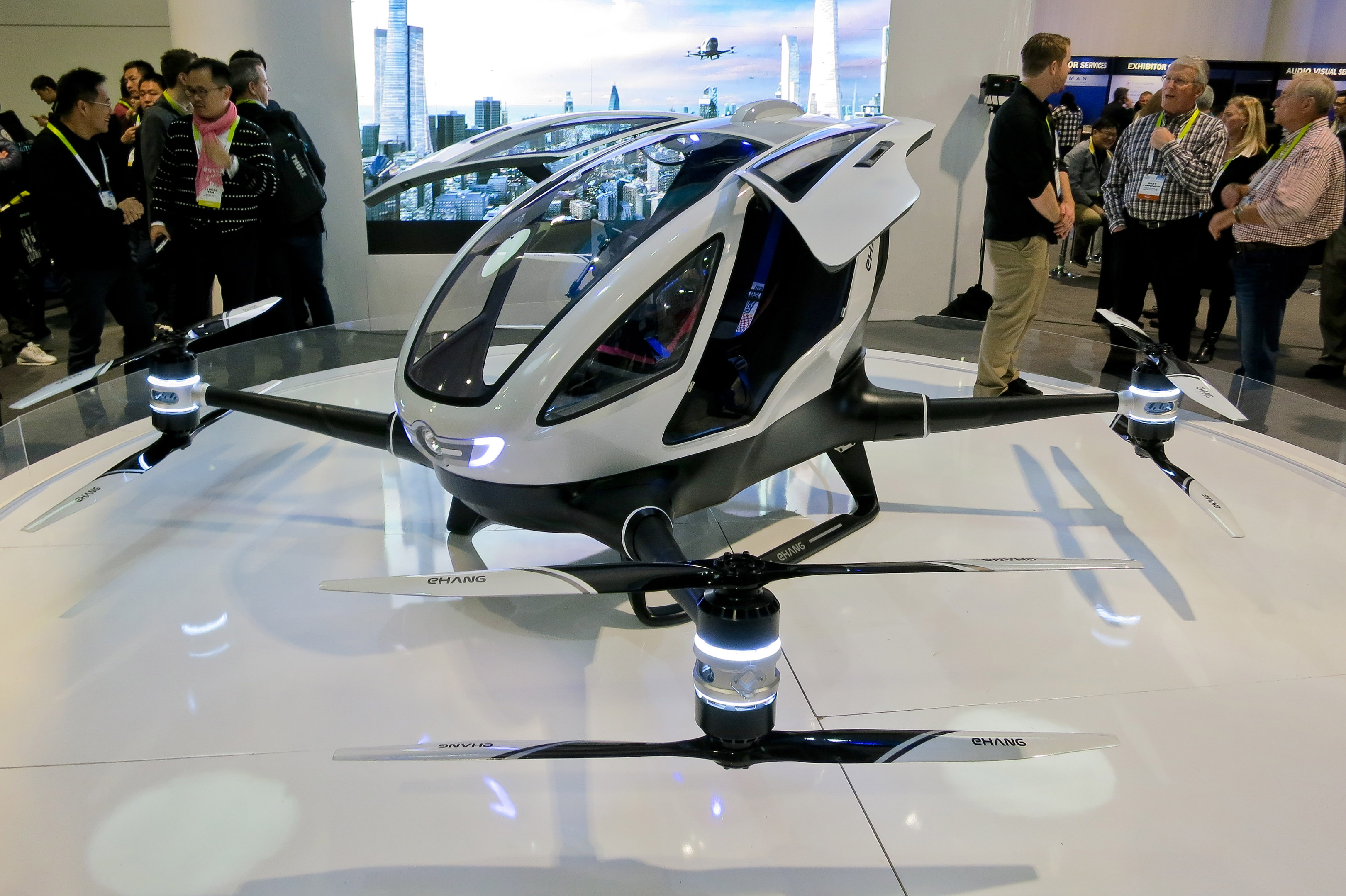
Drona pentru pasageri
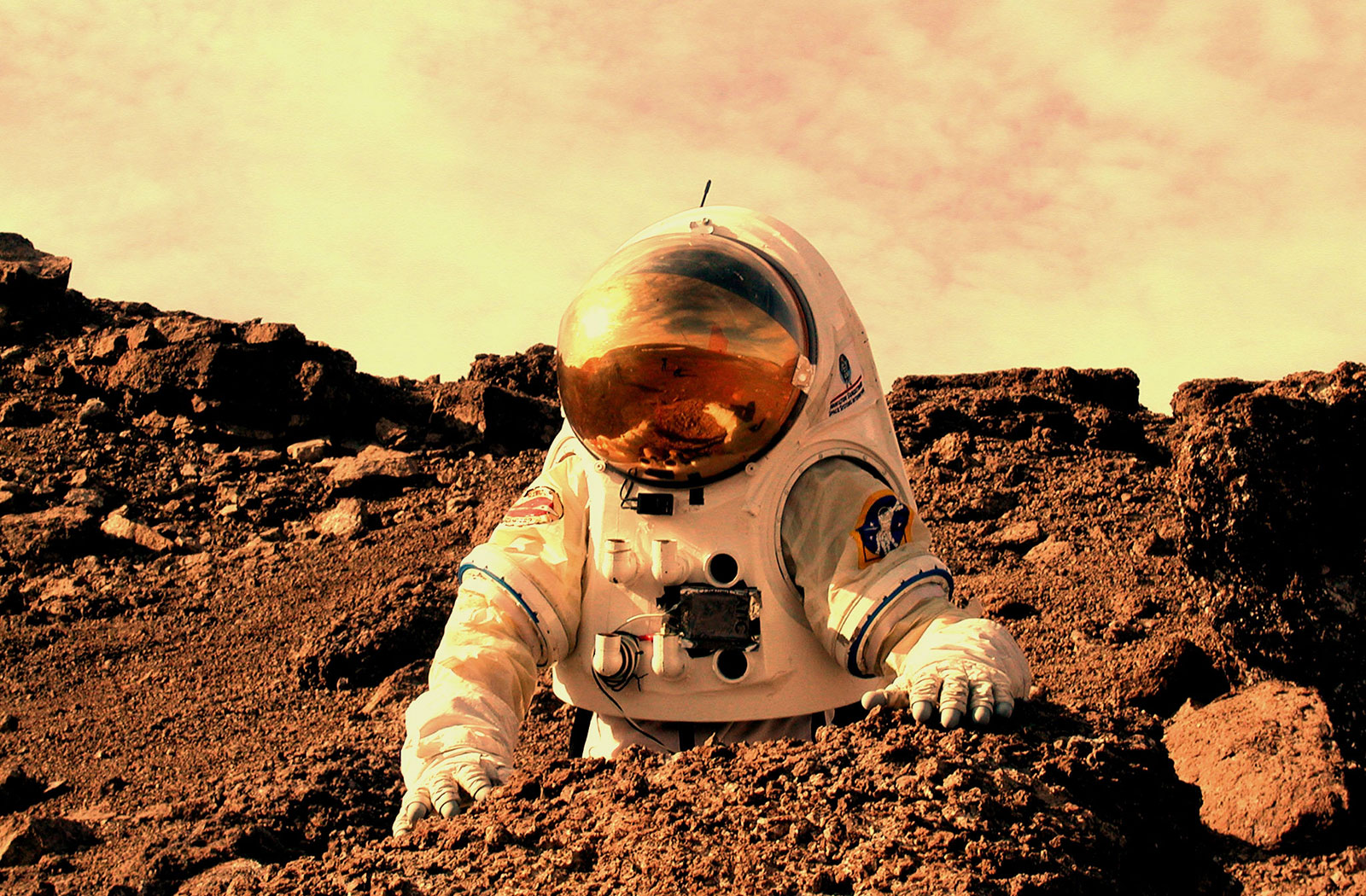
Primii astronauti pe Marte trimisi de SpaceX
Linia Meglev  Tokyo-Nagoya
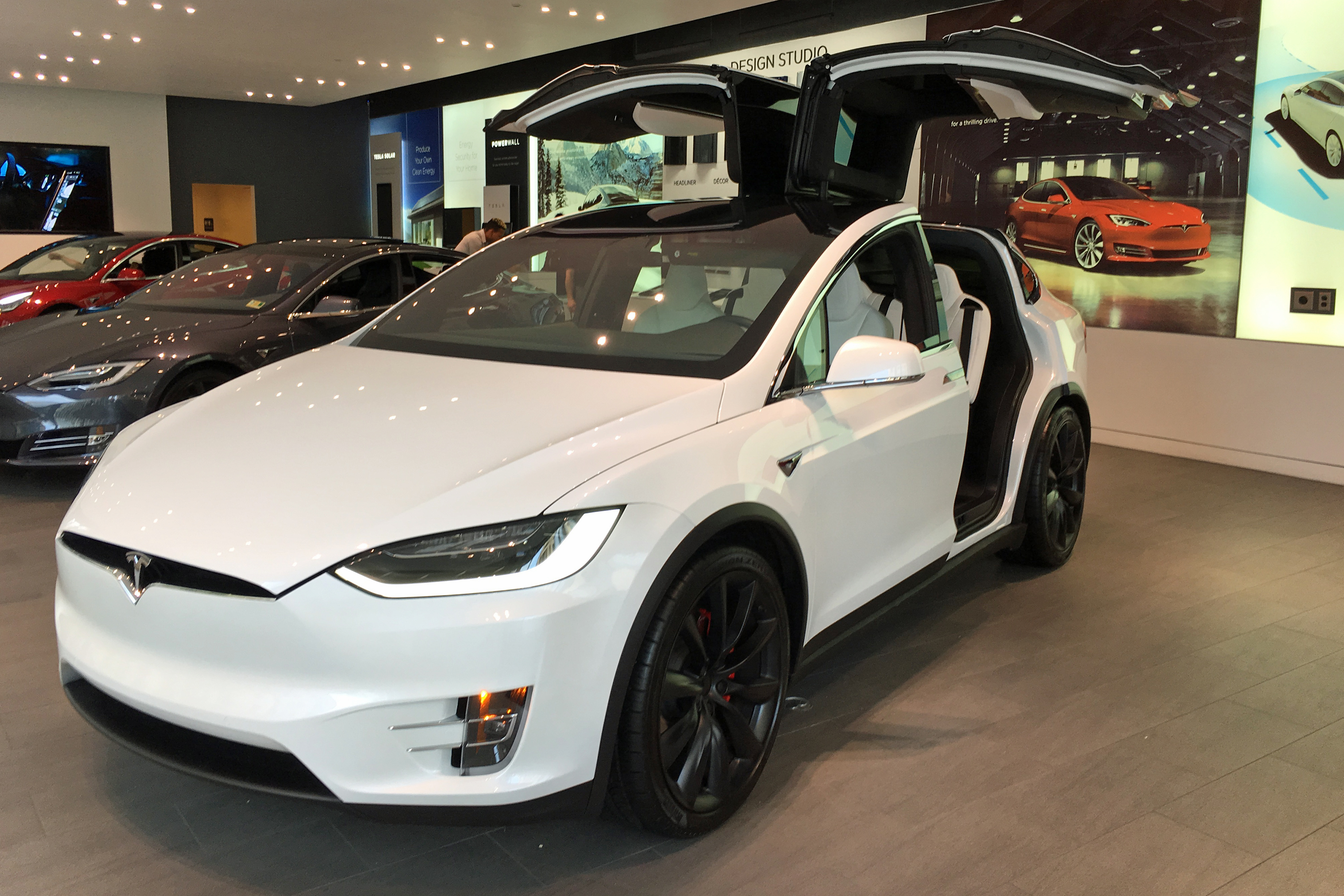
Tesla Model X
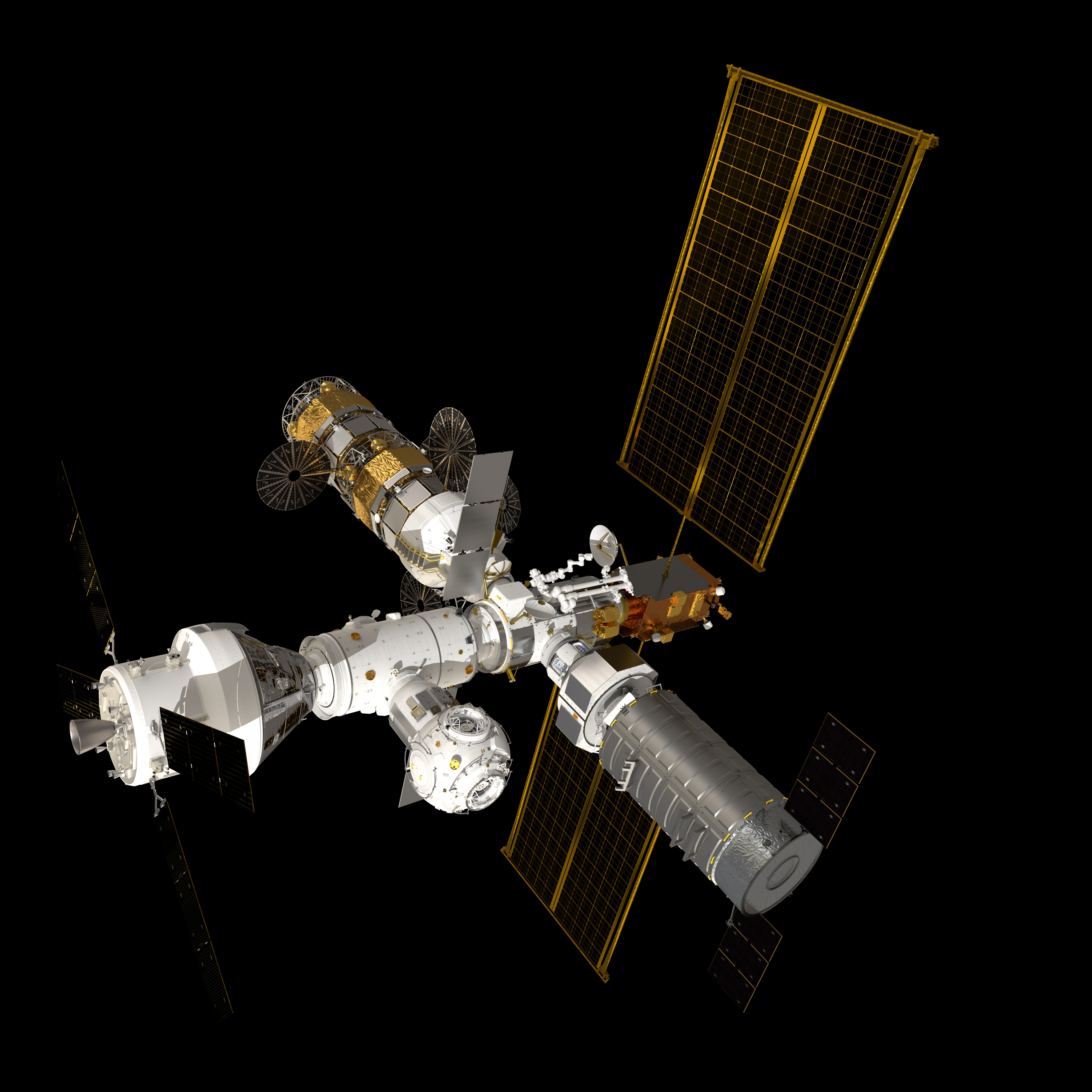
Deep Space Gateway
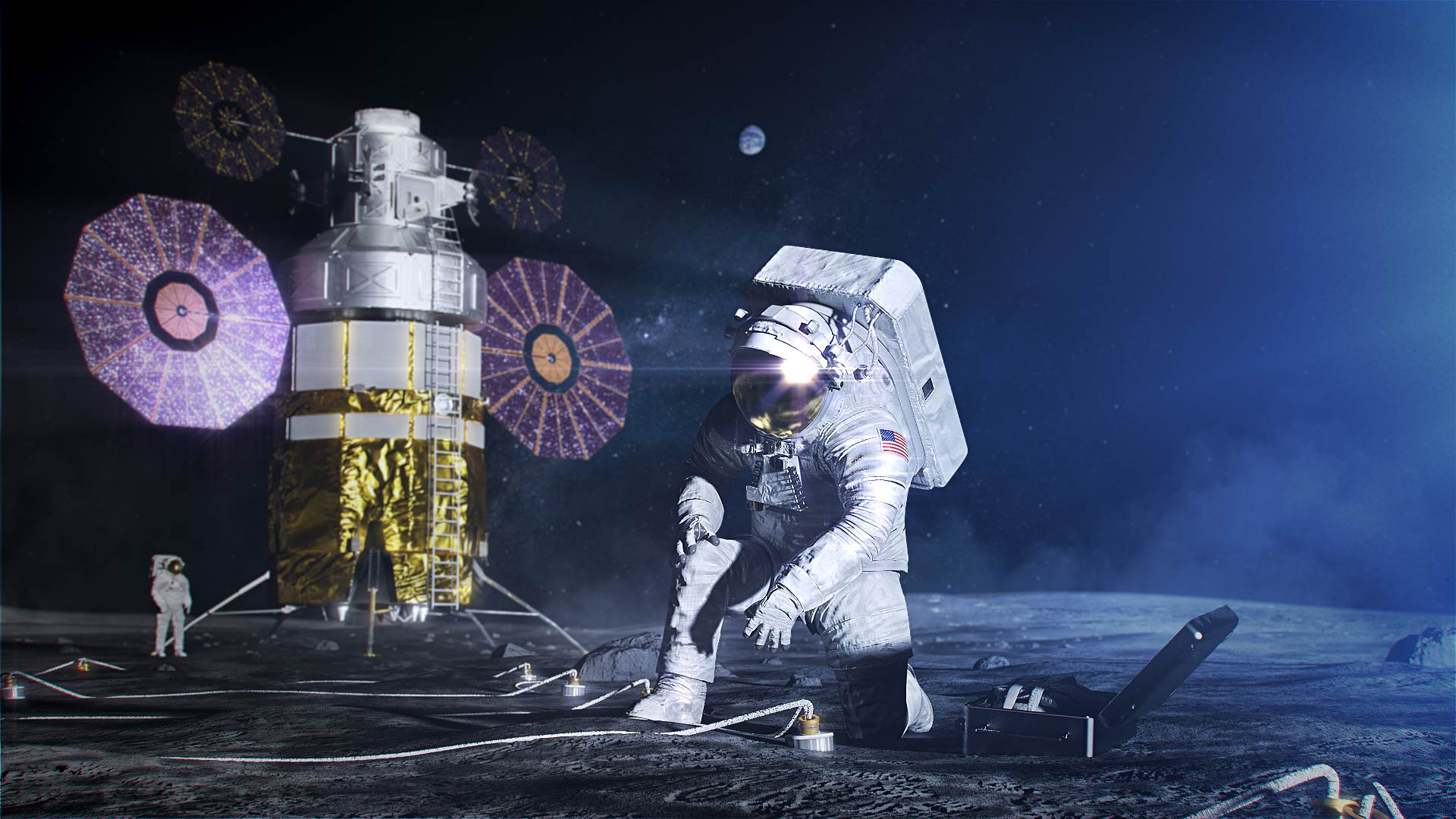
Astronaut NASA pe Luna
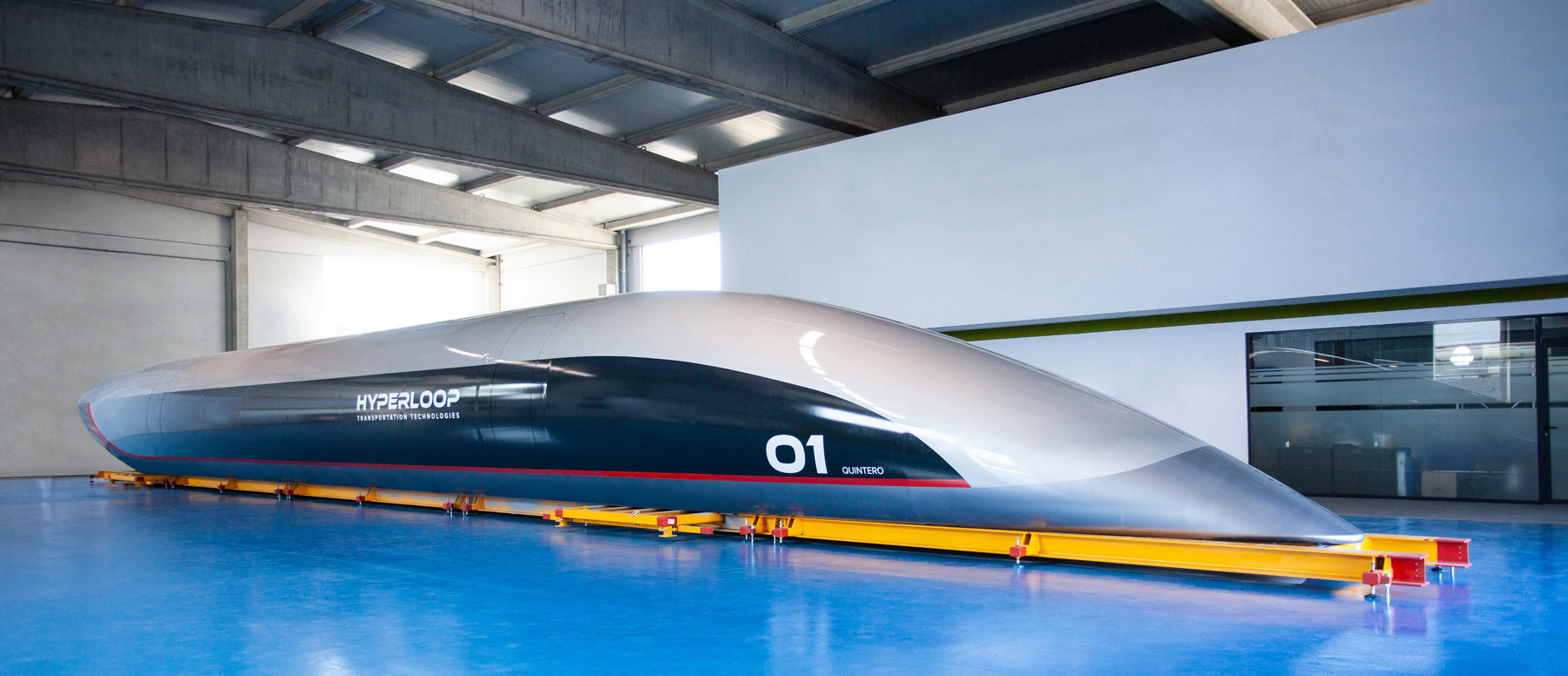
Capsula Hyperloop

## Societatea
- Populația Egiptului a atins 100 milioane în februarie 2020.
- Uciderea afro-americanului George Floyd a dus la izbucnirea protestelor violente în SUA, dar și la nivel internațional, protestatarii combătând brutalitatea poliției și inegalitatea rasială.
- 24,3% din parlamentele naționale includ femei, 11 femei sunt lideri de stat și 12 sunt lideri de guvern. 20,7% din miniștri la nivel global sunt femei. În ianuarie 2020, Katerina Sakellaropoulou a devenit prima femeie președinte aleasă a Greciei.
- În New Hampshire, SUA, șoferii pot opta la carnetele de condus pentru cel de-al treilea sex.
- Elveția a interzis homofobia și discriminarea bazată pe orientările sexuale și de gen printr-un referendum.
- În nordul Irlandei are loc prima căsătorie de același sex, în ianuarie 2020.
- Căsătoriile de același sex devin legale în Costa Rica din 26 mai 2020.
- În SUA, Curtea Supremă interzice discriminarea la locul de muncă împotriva lucrătorilor pe baza orientării sexuale sau identității de gen.
- Administrația Trump a trecut o lege pe 12 iunie 2020 prin care elimina protecția împotriva discriminării a populației LGBTQ privind acordarea de asigurări medicale în SUA.
- 2022: Populația planetei a atins 8 miliarde de locuitori.

## Aniversări
- 25 martie 2021: 200 de ani de la începutul revoluției pentru independența Greciei.
- 22 aprilie 2024: 300 de ani de naștere a filosofului german și Königsberg, Immanuel Kant.
- 20 octombrie 2027: 200 de ani de la bătălia de la Navarino.
- 25 octombrie 2029: 100 de ani de la debutul Marii Depresiuni.